# چهل‌ساله
چهل‌ساله (انگلیسی: Czterdziestolatek) یک مجموعهٔ تلویزیونی لهستانی است که در سال ۱۹۷۵ منتشر شد.
این سریال، زندگی یک خانواده ورشویی را روایت نموده و موضوع‌های گوناگونی از بحران میانسالی را همچون روابط خارج از ازدواج، تلاش‌های متعدد برای ترک سیگار، وسواس در مورد ریزش مو، تلاش برای حفظ تناسب اندام، افتخار به موفقیت‌ها و زندگی حرفه‌ای، تمایل به خودشکوفایی از طریق فعالیت‌های اجتماعی و غیره را به‌تصویر می‌کشد.

## گزیدهٔ بازیگران

### اصلی
- آندژی کوپیچینسکی
- آنا سنیوک
- ایرنا کفیاتکوفسکا
- لئونارد پیتراشاک
- رومان کوسوفسکی
- زوفیا چروینسکا
- وویچیخ پوکرا
- یانوش کوئوشینسکی

### فرعی و مکمل
- یانوش گایوس
- هالینا کوسوبودزکا
- ووادیسواف هاینچا
- کاتاژینا وانیفسکا
- میه‌چیسواف واشکوفسکی
- زجیسواف ماکلاکیه‌ویچ
- بوهدان ایمونت
- هانا اسکارژانکا
- ریشارد پیتروسکی
- یان هیمیلسباخ
- استفان فریدمان
- یانوش بوکوفسکی
- یوزف نالبرچاک
- یواخیم لامژا
- استانیسواف تیم
- پیوتر اسکارگا
- زجیسواف شیماینسکی
- واتسواف کووالسکی
- باربارا بورسکا
- یاروسواف اسکولسکی
- لئون نیمچیک
- گژگوش وارخوئو
- وویچیخ پشونیاک
- بوهدان وازوکا
- بوژنا دیکل
- لخ اُردن
- پیوتر فرونچوسکی
- تادئوش پلوچینسکی
- یان نووینسکی
- ادوارد جیوینسکی
- گراژینا شاپوووفسکا
- آلینا یانوفسکا
- یان پی‌یتشاک
- کاژیمیرا اوتراتا
- کریستینا فلدمان
- کریستینا کوئوجِـیچیک
- یژی تورک
- یوانا اشتپکوفسکا
- ویسواف گوواس
- یان کابوشفسکی
- آندژی کراشیتسکی
- الکساندر سوروک
- یان کوچینیاک
- ماریا کِـلِـیدیش
- وویچیخ اسکیبینسکی
- کارول اشتراسبورگر
- هلنا کوالچیکووا
- کشیشتف کوالفسکی
- کاژیمیش رودزکی
- آنتونینا گیریچ
- ایرنا لاسکوفسکا
- آدام پاولیکوفسکی
- کشیشتف کومور
- آندژی گاورونسکی
- یژی سنوتا
- کشیشتف مایخشاک
- ویکتور زبوروفسکی
- باربارا دراپینسکا
- آندژی بوگوتسکی
- رافائو شیشیتسکی
- میه‌چیسواف کالنیک
- یژی موس
- ایرنا کارل
- ریشارد ناوروتسکی
- گوستاو لوتکیه‌ویچ
- زیگمونت زینتل
- تاتینا سوسنا-سارنو